# Aeroportul Kanabea
Aeroportul Kanabea (IATA: KEX, ICAO: AYNB) este un aeroport din Gulf Province⁠(d), Papua Noua Guinee.
aeroportul dispune de o singură pistă.